# UNOSAT
Het UNOSAT (Engels: United Nations Operational Satellite Applications Programme) is een onderdeel van het VN-Instituut voor Opleiding en Onderzoek (UNITAR). Het werd 
in 2021 door de ECOSOC erkend als het "Verenigde Naties satellietcentrum". In tegenstelling tot wat de afkorting suggereert, is UNOSAT geen satelliet. De missie van UNOSAT is om feitengebaseerde besluitvorming te bevorderen op het gebied van vrede, veiligheid en klimaatbestendigheid met behulp van geo-ruimtelijke informatietechnologieën. Daarbij wordt gebruik gemaakt van satellietbeelden.
UNOSAT voorziet op verzoek de fondsen, programma's en gespecialiseerde agentschappen van de Verenigde Naties van satellietanalyse, training en capaciteitsontwikkeling. UNOSAT ondersteunt de VN-lidstaten ook met satellietbeeldenanalyses op hun respectieve grondgebieden en biedt hen training en capaciteitsontwikkeling in het gebruik van geo-ruimtelijke informatietechnologieën.

## Geschiedenis
UNOSAT werd in 2001 opgericht. als een project gefinancierd door het VN-Bureau voor Projectondersteunende Diensten (UNOPS). Het centrum, dat sinds 2002 bij CERN is ondergebracht, breidde zijn activiteiten uit en in 2003 werd de Humanitarian Rapid Mapping-service opgericht. Datzelfde jaar startte UNOSAT een partnerschap met het International Charter Space and Major Disasters en werd het het brandpunt van de Verenigde Naties.
UNOSAT werd in 2009 onderdeel van UNITAR. In datzelfde jaar breidde de snelle karteringsdienst zijn activiteiten uit naar zaken die verband houden met mensenrechten. In 2014 en 2015 werden de kantoren in Nairobi en Bangkok geopend, beide met een regionale focus.
In juni 2021 nam de Economische en Sociale Raad van de Verenigde Naties (ECOSOC) op aanbeveling van de secretaris-generaal van de Verenigde Naties een resolutie aan waarin onder andere UNOSAT werd erkend als het "satellietcentrum van de Verenigde Naties".
UNOSAT biedt een breed scala aan activiteiten, van het in kaart brengen van vrede en veiligheid, tot Geo-ruimtelijke analyse voor ramp en risicovermindering (Disaster Risk Reduction, DRR) en het opbouwen van klimaatbestendigheid.

## Mandaat

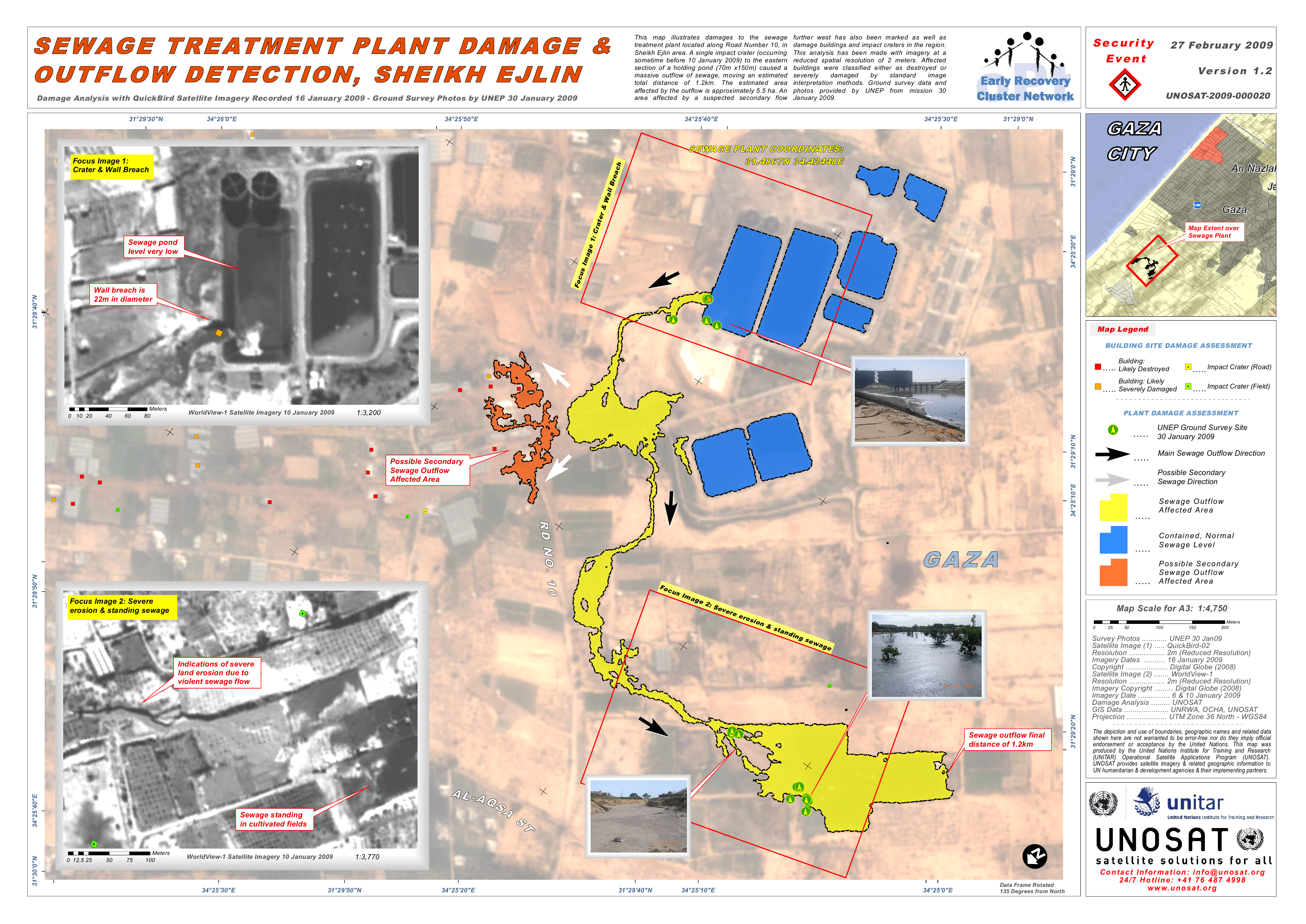
Voorbeeld rapportage

UNOSAT heeft het mandaat om op verzoek middelen, programma's en gespecialiseerde agentschappen van de Verenigde Naties te voorzien van satellietanalyse, opleiding en capaciteitsontwikkeling, en om de lidstaten te ondersteunen met de analyse van satellietbeelden op hun respectieve grondgebieden en om training en capaciteitsontwikkeling te bieden in het gebruik van Geo-ruimtelijke informatietechnologieën.

## Financiering

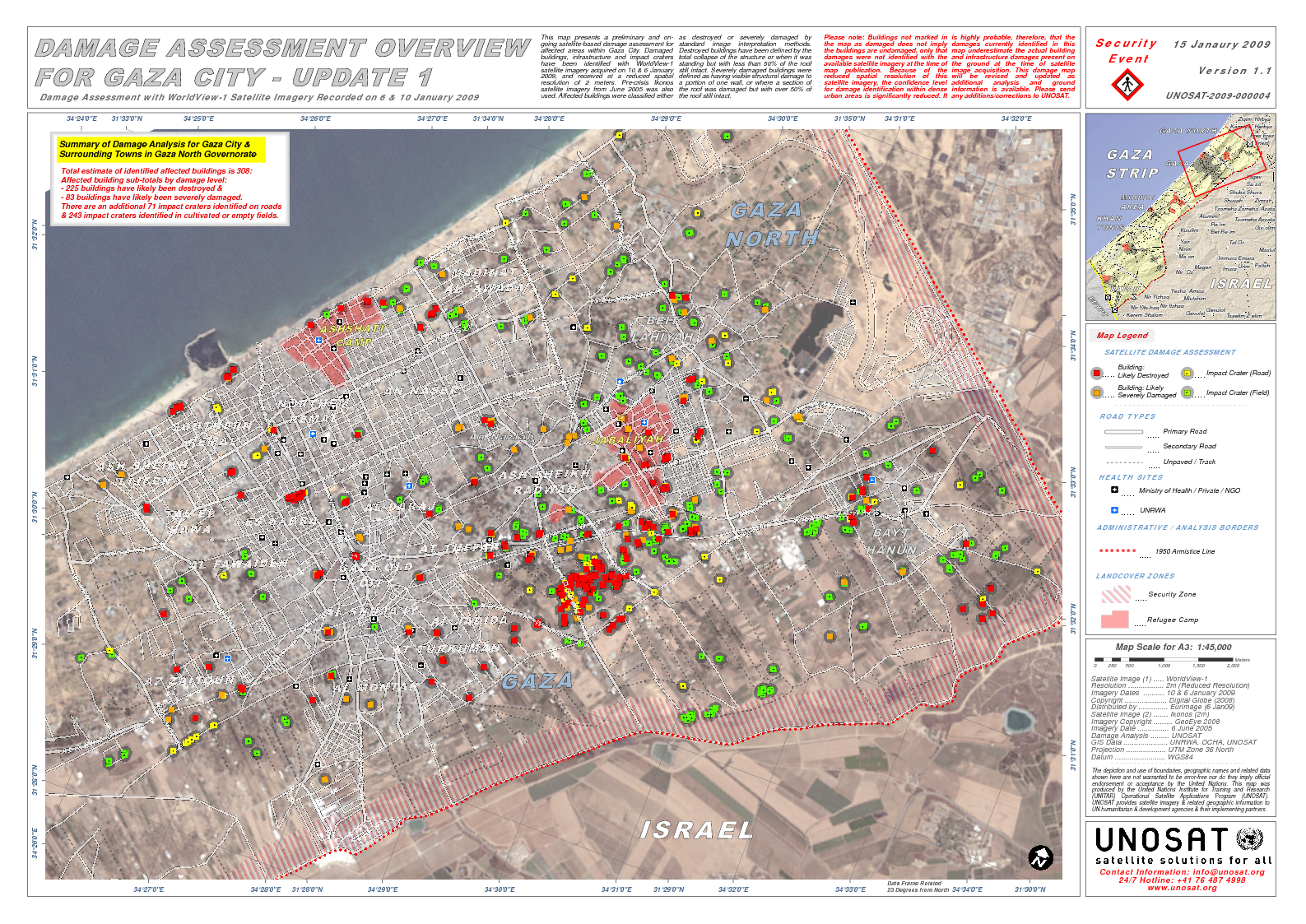
Voorbeeld 2

UNOSAT is een programma van UNITAR en daarom gaat alle financiering via het Instituut. UNITAR is een projectmatige organisatie en ontvangt geen geld uit het reguliere budget van de Verenigde Naties. Het instituut wordt volledig gefinancierd uit vrijwillige bijdragen, voornamelijk van VN-lidstaten, andere VN-agentschappen, internationale en intergouvernementele organisaties, NGO's en de particuliere sector.

## Kantoren
Het hoofdkantoor van UNOSAT is gevestigd in het UNITAR-hoofdkantoor in Genève (Zwitserland) en profiteert van een kantoor bij CERN door zijn historische partnerschap. UNOSAT is ook vertegenwoordigd in UNITAR regionale kantoren in New York (VS), in Bangkok (Thailand) en Nairobi (Kenia). UNOSAT beheert ook project gerelateerde kantoren in de Stille Oceaan: in Fiji, Vanuatu en de Salomonseilanden.

## Voorbeelden van toepassingen
- Naar aanleiding van de Russische invasie van Oekraïne maakte UNESCO gebruik van analyses van UNOSAT, om de schade aan het cultureel erfgoed in Oekraïne in beeld te brengen door beelden voor en na aanvallen met elkaar te vergelijken.[5]

- UNOSAT brengt de grootschalige destructie van de Gazastrook door het Israëlische leger in de Gazaoorlog van 2023-2024 in beeld op basis van satellietbeelden.[6] De internationale onderzoekscommissie van de VN verwerkte analyses van UNOSAT in haar rapport over oktober-december 2023.[7]